# Shiro Azuma
Shiro Azuma (東 史郎?, Azuma Shirō; Prefettura di Kyoto, 27 aprile 1912 – Kyoto, 3 gennaio 2006) è stato un militare, criminale di guerra e attivista giapponese.
Detto la Coscienza del Giappone, è stato uno dei pochi soldati giapponesi ad aver ammesso i propri crimini di guerra perpetrati contro la Cina durante la seconda guerra mondiale, specialmente durante il massacro di Nanchino del 1937.

## Biografia
Durante la seconda guerra sino-giapponese Azuma faceva parte dell'esercito invasore; tra le truppe che occuparono la capitale cinese Nanchino, partecipò al brutale saccheggio della città. Durante gli anni in guerra tenne un diario, sul quale annotò le proprie esperienze e i propri sensi di colpa per le terribili azioni compiute, esprimendo rimorso ma anche la convinzione che la colpa dei crimini perpetrati fosse da attribuire al razzismo e ai pregiudizi sistemici contro i cinesi ampiamente diffusi all'interno della società giapponese di allora.
Nel 1987, cinquant'anni dopo il massacro, sfidando il tabù imposto dalla società giapponese sui crimini di guerra compiuti durante il conflitto mondiale, Azuma pubblicò il proprio diario, venendo per questo ostracizzato e fatto oggetto di numerose cause legali per diffamazione. Mentre in Giappone Azuma divenne estremamente impopolare, il governo cinese fu grato per il suo gesto, invitandolo poco dopo a visitare Nanchino.
In totale Azuma compì sette viaggi in Cina a scopo divulgativo, ed era in procinto di intraprendere l'ottavo quando morì di cancro nel 2006. In riconoscimento delle sue ammissioni e del suo attivismo per permettere al Giappone di fare i conti col proprio passato, la città di Nanchino gli è rimasta sempre legata, e al suo funerale inviò come tributo dei propri delegati.